# Droit des marques
Pour un article plus général, voir Marque (marketing).
Le droit des marques confère à une entreprise, une association ou un particulier le monopole d'exploitation de la marque pour le type de produits ou services qu'elle accompagne.
La marque est un signe permettant à un acteur économique ou social de distinguer les produits ou services qu'il distribue des produits ou services identiques ou similaires de ses concurrents.
Selon les pays, ce droit peut naître du simple usage du signe dans la vie des affaires (marque non déposée ou ™), ou du dépôt du signe à titre de marque auprès d'un organisme spécialisé (marque déposée ou ®). La marque constitue un capital immatériel pour son propriétaire, généralement une entreprise. Les entreprises protègent juridiquement leur marque pour des raisons financières, d’image de marque voire historique.

## Histoire

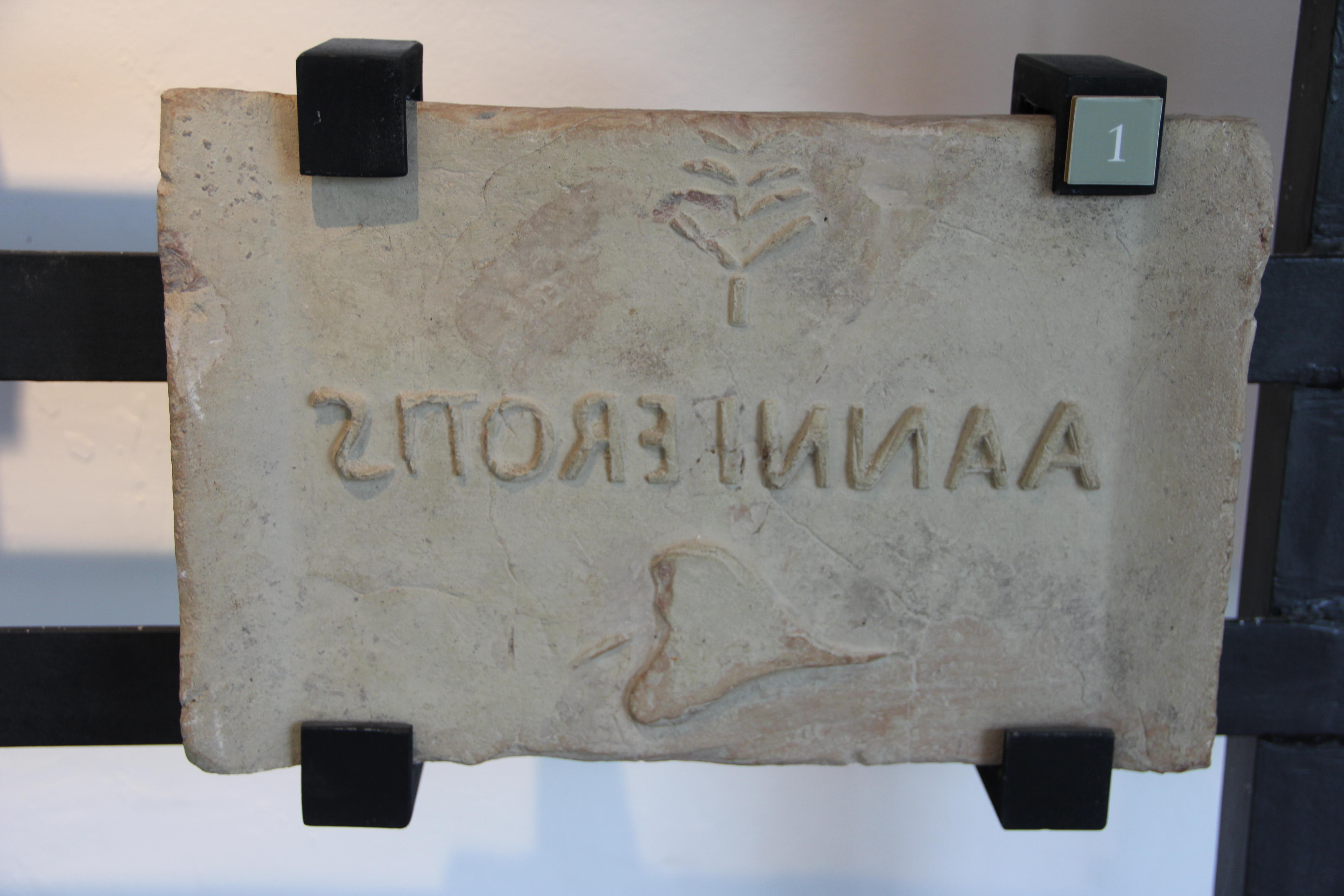
Matrice de marque de fabrique en terre cuite. Agrigente. IIIe siècle.

Les forgerons qui, dans l'empire romain, fabriquaient des épées semblent avoir été les premiers à utiliser une marque de fabrique.
La marque de bière Stella Artois dit avoir fait usage de sa marque depuis 1366, et Löwenbräu, depuis 1383,.
La première législation en matière de marques de fabrique a été passée par le Parlement d'Angleterre sous le règne de Henry III en 1266, obligeant les boulangers à utiliser une marque distinctive sur le pain qu'ils vendaient.
Les premières lois de l'époque moderne sont apparues à la fin du XIXe siècle. En France, la première loi de protection des marques dans le monde est adoptée en 1857.

## Usage du signe à titre de marque
Dans certains pays, comme les États-Unis, le simple usage d'un signe à titre de marque confère à une entreprise un monopole sur l'exploitation de ce signe en relation avec les produits ou services auxquels il se rapporte. Les concurrents ne peuvent donc utiliser ce signe pour le même type de produits ou de services.
La législation autour du droit des marques s'applique aux produits et services indépendamment de leur modèle de distribution. L'objectif visé par le dépôt d'une marque n'est pas forcément commercial, la marque Linux déposée par Linus Torvalds s'appliquant par exemple au noyau Linux, un logiciel libre distribué selon les termes de la licence publique générale GNU. En effet, la marque peut également être un bouclier contre la commercialisation exclusive d'un bien commun. Dans le domaine du logiciel libre où la liberté de copier est une règle légalement protégée par une licence libre, la marque est parfois utilisée pour différencier un produit de son clone.
Toutefois, une marque non utilisée encourt la déchéance. En effet, la marque et le monopole d'exploitation associé n'ont de sens que si la marque est exploitée.

## Marque déposée

Le logo « Registered trademark », pour une marque déposée.

Le Logo « Trademark »,
pour une marque non déposée.

En France, selon l'article L712-1 du code de la propriété intellectuelle : « La propriété de la marque s'acquiert par l'enregistrement ». Dans certains pays, comme la Belgique ou la France, la protection juridique est accordée à l'entreprise qui dépose un signe à titre de marque pour une ou plusieurs catégories de produits ou de services.
Pour pouvoir faire l'objet d'un enregistrement à titre de marque, un signe doit le plus souvent répondre aux conditions suivantes :
- le signe doit être distinctif pour les produits ou services visés dans l'enregistrement. Cette condition impose que le signe déposé à titre de marque soit susceptible d'identifier l'entreprise qui commercialise ces produits ou services par rapport aux entreprises concurrentes. De plus, le signe ne doit pas être repris du langage courant ou professionnel, ou décrire une caractéristique du produit ou du service ;
- le signe ne doit pas être contraire aux bonnes mœurs et à l'ordre public ;
- le signe ne doit pas reproduire ou imiter une marque ou une dénomination antérieure ;
- le signe ne doit pas être trompeur : il ne doit pas induire le public en erreur quant à la provenance ou la qualité des produits ou services.

Au Maroc, le dépôt des marques se fait auprès de l'OMPIC.

## Les lois internationales
Bien qu'il existe des systèmes qui facilitent le dépôt, l'enregistrement ou l'application des droits de marque dans plusieurs juridictions sur une base régionale ou mondiale, il n'est actuellement[Quand ?] pas possible de déposer et d'obtenir un enregistrement de marque unique qui s'appliquera automatiquement dans le monde entier. Les lois sur les marques ne s'appliquent que dans le pays ou la juridiction applicable, une qualité parfois appelée « territorialité ».
Les limitations inhérentes à l'application territoriale des lois sur les marques ont été atténuées par divers traités de propriété intellectuelle, au premier rang desquels l'Accord de l'Organisation mondiale du commerce sur les aspects des droits de propriété intellectuelle qui touchent au commerce. L’accord sur les ADPIC établit la compatibilité juridique entre les juridictions membres en exigeant l'harmonisation des lois applicables. Par exemple, l'article 15(1) de l'accord sur les ADPIC définit le « signe » qui est utilisé comme ou fait partie de la définition de « marque » dans la législation sur les marques de nombreuses juridictions à travers le monde.

### Système de Madrid
Le principal système international visant à faciliter l'enregistrement des marques dans plusieurs juridictions est communément appelé « système de Madrid ». Madrid fournit un système administré de manière centralisée pour sécuriser les enregistrements de marques dans les juridictions membres en étendant la protection d'un « enregistrement international » obtenu par l'intermédiaire de l'Organisation Mondiale de la Propriété Intellectuelle. Cet enregistrement international repose à son tour sur une demande ou un enregistrement obtenu par un demandeur de marque dans sa juridiction d'origine.
Le principal avantage du système de Madrid est qu'il permet au propriétaire d'une marque d'obtenir la protection de sa marque dans de nombreuses juridictions en déposant une demande dans une juridiction avec un seul ensemble de taxes, d'effectuer des modifications (par exemple, des changements de nom ou d'adresse) et de renouveler l'enregistrement. dans toutes les juridictions applicables au moyen d’un processus administratif unique. En outre, la couverture de l’enregistrement international peut être étendue à tout moment à d’autres juridictions membres.

### Traité de Singapour sur le droit des marques
Le Traité sur le droit des marques établit un système dans lequel les juridictions membres acceptent de normaliser les aspects procéduraux du processus d'enregistrement des marques. Cela ne dépend pas nécessairement des règles propres à chaque pays. 

### Système de marque de l'UE
Le système des marques de l'Union européenne (EUTM) (anciennement le système des marques communautaires) est le système de marques en vigueur dans l'Union européenne, selon lequel l'enregistrement d'une marque auprès de l' Office de l'Union européenne pour la propriété intellectuelle (EUIPO), donne lieu à un enregistrement effectif dans l’ensemble de l’UE. Le système est donc considéré comme étant de caractère unitaire, dans la mesure où un enregistrement s'applique de manière indivisible dans tous les États membres de l'Union européenne. Toutefois, le système des marques communautaires n'a pas remplacé les systèmes nationaux d'enregistrement des marques; le système des marques communautaires et les systèmes nationaux continuent de fonctionner en parallèle.
Les personnes résidant en dehors de l'UE doivent avoir un représentant agréé pour les procédures devant l'EUIPO, tandis que la représentation est recommandée pour les résidents de l'UE.
L'une des tâches du titulaire d'une marque est de contrôler les demandes ultérieures pour déterminer si l'une d'entre elles est similaire à sa marque antérieure. Le suivi n’est pas facile et nécessite généralement une expertise professionnelle. Pour effectuer une surveillance, il existe le service dit de surveillance des marques, qui permet de vérifier si quelqu'un tente d'obtenir des marques enregistrées similaires aux marques existantes.
Les oppositions doivent être déposées sur le formulaire d'opposition standard dans n'importe quelle langue officielle de l'Union européenne. Toutefois, la partie substantielle de l'opposition (par exemple les arguments) ne peut être présentée que dans la langue de la demande opposée, c'est-à-dire l'une des langues de travail. de l'EUIPO, par exemple anglais, espagnol, allemand.

### Protection des marques notoires
Le statut de marque notoire est généralement accordé aux marques internationales célèbres dans les juridictions  moins développées.
De nombreux pays protègent les marques notoirement connues non enregistrées conformément à leurs obligations internationales au titre de l'article 6 bis de la Convention de Paris pour la protection de la propriété industrielle et de l'Accord sur les aspects des droits de propriété intellectuelle qui touchent au commerce (ADPIC). Par conséquent, non seulement les grandes entreprises mais aussi les PME peuvent avoir de bonnes chances d'établir suffisamment de bonne volonté auprès des clients pour que leurs marques puissent être reconnues comme des marques notoires et acquérir une protection sans enregistrement. Il est néanmoins conseillé de demander l'enregistrement, en tenant compte du fait que de nombreux pays prévoient une protection étendue des marques notoirement enregistrées contre la dilution (article 16.3 de l'Accord sur les ADPIC),  c'est-à-dire que la réputation de la marque est affaiblie par l'utilisation non autorisée, de cette marque par des tiers. 
Plusieurs lois sur les marques mettent simplement en œuvre les obligations au titre de l'article 16.3  de l'Accord sur les ADPIC et protègent les marques enregistrées notoirement connues uniquement dans les conditions suivantes : 
1. que les produits et services pour lesquels l'autre marque est utilisée ou demande une protection ne sont pas identiques. avec ou similaire aux produits pour lesquels la marque notoire a acquis sa renommée
2. que l'utilisation de l'autre marque indiquerait un lien entre ces produits et le propriétaire de la marque notoire, et
3. que leurs intérêts sont probables être endommagé par une telle utilisation.

Il n’est pas nécessaire qu’une marque notoire soit enregistrée dans la juridiction pour intenter une action en contrefaçon de marque (ce qui équivaut à intenter une action en substitution frauduleuse sans avoir à faire preuve de bonne volonté et avec une charge de preuve moindre).

## Dépôt de marque
| Pays             | La marque se dépose auprès de                                         |
| ---------------- | --------------------------------------------------------------------- |
| France           | Institut national de la propriété industrielle (INPI)                 |
| Union européenne | Office de l'Union européenne pour la propriété intellectuelle (EUIPO) |
| Suisse           | Institut fédéral de la propriété intellectuelle                       |
| Belgique         | Office Benelux de la propriété intellectuelle                         |
| Canada           | Office de la propriété intellectuelle du Canada                       |
| États-Unis       | United States Patent and Trademark Office (USPTO)                     |
| International    | Organisation mondiale de la propriété intellectuelle (OMPI / WIPO)    |

## Sigles ou symboles liés au dépôt de marque
Les symboles « ™ » (U+2122 en Unicode ou &trade; en HTML) et « ® » (U+00AE en Unicode ou &reg; en HTML) sont couramment apposés après une marque. Par exemple : « La marque™ » ou « La marque® ».
Dans les pays de common law, ces symboles ont une signification précise :
- le sigle « ® », de l'anglais registered (« enregistrée »), indique que la marque est enregistrée et déposée auprès d'un organisme officiel de dépôt de marque ;
- le sigle « ™ », pour trade-mark (« marque de commerce »), indique la revendication de l'usage exclusif de la marque, sans qu'elle soit enregistrée auprès d'un tel organisme.

Au Canada francophone, on utilise les sigles  (MD) (U+1F16B en Unicode) pour « marque déposée » et  (MC) (U+1F16A en Unicode) pour « marque de commerce ».
En revanche, dans les pays de droit civil (tels que la France ou la Belgique), ils n'ont aucune valeur légale, tout comme le symbole de copyright © pour les œuvres, bien qu'il soit couramment employé pour indiquer que celle-ci est soumise au droit d'auteur.

## Enjeux juridiques
Juridiquement, une marque commerciale se distingue d'une marque déposée car cette dernière est une reconnaissance légale, alors que la première peut être une reconnaissance due à la pérennité d'un produit, à un jugement de cour ou à toute autre action reconnue dans le cadre d'une société civile. En effet, le nom d'un producteur ou d'une société est la marque sous laquelle elle fait connaître la provenance de tout ce qu'elle fournit.
La marque est souvent liée à un logotype,. Les produits et services liés à une marque peuvent aussi bénéficier d'une protection supplémentaire liée au dépôt de brevets.
Les marques ont un régime juridique défini par des règles nationales dans chaque pays. Sur le plan international, il existe des conventions permettant la protection dans plusieurs pays simultanément.
Elles sont l'un des droits de propriété industrielle et peuvent revêtir une grande valeur économique : par exemple, le titulaire de la marque peut obtenir des revenus en octroyant une licence d'usage sur celle-ci. Par exemple, la marque Apple vaut beaucoup plus que ses usines.
Contrairement aux AOC qui sont des signes d'ordre public et n'appartiennent à aucun producteur en particulier, les marques relèvent de la propriété privée et sont susceptibles d'être achetées, vendues ou transférées vers d'autres sociétés ou d'autres pays.
La marque est un élément des actifs des entreprises. Des méthodes d'évaluation existent, c'est ce que l'on appelle le goodwill. Des travaux plus récents sur le capital immatériel ont également pour objectif d'évaluer les marques de façon relativement normalisée.
La distinction entre le droit des marques et le droit d'auteur présente aussi un enjeu important, notamment parce certains ayants droit tentent de prolonger la durée de protection de leur propriété intellectuelle en déposant celle-ci comme marque,.

## Passage dans le langage courant (marque générique)
En français, les marques sont des noms propres et s'écrivent avec une majuscule. Certaines marques sont devenues des noms communs comme frigidaire, kleenex, scotch, zodiac, kärcher, stabilo, bic ou encore walkman (remplacé peu à peu dans la langue française par baladeur).
Cependant, ces exemples recouvrent des situations différentes. En effet, le propriétaire de la marque peut avoir perdu le droit exclusif d'exploitation de la marque ; on parle alors de dégénérescence. Ceci est rare. Ce fut le cas de Sony, qui a ainsi perdu sa marque Walkman devant la justice autrichienne en 2002. Mais d'autres, malgré leur emploi usuel, tels que Pédalo, les fermetures Éclair et Thermos, ne sont pas libres d'utilisation dans un cadre commercial.

## Utilisation pratique selon les pays

### En France
En France, le droit des marques fait partie de la propriété industrielle qui est l’une des deux branches de la propriété intellectuelle. Les lois et décrets relatifs au droit des marques sont donc regroupés principalement dans le livre VII de la deuxième partie du Code de la propriété intellectuelle.
Le monopole est de 10 ans (renouvelable sans limite) à partir de la publication de l'enregistrement au bulletin officiel de la propriété industrielle. Si elle n'a pas été utilisée au cours des cinq dernières années, elle peut faire l'objet d'une action en déchéance.
Une fois une marque enregistrée, il convient de mettre en place une surveillance afin de continuer de protéger cette dernière, notamment afin de pouvoir s’opposer en temps utile à l’enregistrement de marques identiques ou similaires qui pourraient créer la confusion. Pour continuer de protéger la marque et de maintenir ses droits, il est possible d’engager plusieurs actions et recours juridiques tel qu'une action en justice devant le Tribunal Judiciaire compétent ou une opposition ou une action en annulation devant l'INPI.
La vraie nature du droit d’une marque déposée : c’est un titre de propriété. La forme de cette protection est différente de la protection de biens, il s’agit ici d’un droit immatériel. Le droit des marques offre une protection par la nullité et par l’opposition.